# فيضانات مقدونيا 2016
في أغسطس 2016 ضربت عدة عواصف مطيرة الأجزاء الغربية والشمالية الغربية من جمهورية مقدونيا. في 6 أغسطس عام 2016، ضربت عاصفة مع رياح شديدة وفيضانات العاصمة المقدونية سكوبيه والأجزاء الغربية من جمهورية مقدونيا، وأسفرت هن ما لا يقل عن 21 قتيلا وعشرات الجرحى والمفقودين.